# Cantonul Pervenchères
Cantonul Pervenchères este un canton din arondismentul Mortagne-au-Perche, departamentul Orne, regiunea Basse-Normandie, Franța.

## Comune
| Comune                  | Populație (1999) | Cod poștal | Cod INSEE |
| ----------------------- | ---------------- | ---------- | --------- |
| Barville                | ...              | 61170      | 61026     |
| Bellavilliers           | ...              | 61360      | 61037     |
| Coulimer                | ...              | 61360      | 61121     |
| Eperrais                | ...              | 61400      | 61154     |
| Montgaudry              | ...              | 61360      | 61286     |
| Parfondeval             | ...              | 61400      | 61322     |
| La Perrière             | ...              | 61360      | 61325     |
| Pervenchères            | ...              | 61360      | 61327     |
| Le Pin-la-Garenne       | ...              | 61400      | 61329     |
| Saint-Jouin-de-Blavou   | ...              | 61360      | 61411     |
| Saint-Julien-sur-Sarthe | ...              | 61170      | 61412     |
| Saint-Quentin-de-Blavou | ...              | 61360      | 61450     |
| Suré                    | ...              | 61360      | 61476     |
| Vidai                   | ...              | 61360      | 61502     |